# Theodor Petzold
Theodor Petzold (geb. am 4. März 1913 in Gröbeln/Liebenwerda, Brandenburg; gest. 1945) war ein deutscher SS-Hauptsturmführer und Kommandant des „Hauses Germanien“ in Hildesheim, einem nationalsozialistischen Schulungszentrum für „germanische“ Freiwillige bei der SS.

## Lebensweg
Theodor Petzold war Sohn eines evangelischen Pfarrers.
Mit 18 Jahren, zum 1. Dezember 1931, trat Petzold in die NSDAP ein (Mitgliedsnummer 747.075). Im Jahr 1932 wurde er Mitglied der SA und des Nationalsozialistischen Deutschen Studentenbundes (NSDStB), wo er auch in der Schulungsarbeit tätig war. Petzold fungierte seit dem Wintersemester 1933/34 als studentischer Obmann in der Deutschen Christlichen Studenten-Vereinigung (DCSV). Er war zu diesem Zeitpunkt Oberscharführer in der SA. Im ersten „Reichs-Leistungskampf“ (Berufswettbewerb) der Deutschen Studentenschaft im Herbst 1935 gewann cand. arch. Theodor Petzold, Danzig, mit einem Entwurf für eine „Werkbauernsiedlung“ in Workallen (Ostpreußen) den ersten Preis. Sein Studium der Architektur schloss Petzold als Diplomingenieur ab.
Von August 1939 bis zu seiner Verwundung im Februar 1941 war Petzold Soldat der Wehrmacht. Im August 1941 wurde er in die Waffen-SS (SS-Nr. 423 943) aufgenommen; seitdem war Petzold in der „germanischen“ Arbeit tätig, zunächst im SS-Ausbildungslager Sennheim bei Mülhausen im Elsass, dann in Norwegen, dann bei der „Germanischen Leitstelle“ in Berlin. Zwei Monate lang tat Petzold Dienst bei der SS-Standarte „Germania“. Er besuchte vom 1. November 1941 bis zum 31. Januar 1942 einen Reserve-Führeranwärter-Lehrgang in der SS-Junkerschule in Bad Tölz. Am 20. April 1942 wurde Petzold zum Untersturmführer der Waffen-SS befördert. Er war im SS-Hauptamt in der Leitung der Abteilung VI.3a „Weltanschauliche Erziehung“ („Germanische Leitstelle“) tätig. Ab November 1942 leitet Petzold den Aufbau der SS-Führerschule „Haus Germanien“ in Hildesheim, im ehemaligen Michaeliskloster, Klosterstraße 8. Am 20. April 1943 wurde Petzold zum SS-Obersturmführer befördert. Er arbeitet zu dieser Zeit, also 1943, in der Abteilung D III („Volksgermanische Erziehung“). Ab 29. September 1943 war Petzold der erste von vier Kommandanten der von ihm mitgeplanten SS-Führerschule „Haus Germanien“ in Hildesheim. Dort fanden Lehrgänge zur Heranbildung der politischen Führer der „germanischen“ SS statt. Die Bezeichnung „germanisch“ verwies darauf, dass diese SS-Offiziere keine deutschen Reichsbürger waren, sondern aus „germanischen“ Ländern wie Belgien, Dänemark, den Niederlanden, Norwegen und Schweden stammten.
Im März 1944 fungierte ein SS-Hauptsturmführer der Reserve namens Theodor Petzold als Ankläger beim deutschen Militärgericht im italienischen Orvieto, das sich im Palazzo Valentini in der Via Garibaldi 38 befand.
Am 30. Januar 1945 wurde Petzold zum Hauptsturmführer der Reserve der Waffen-SS befördert. Sein weiteres Schicksal ist nicht genau bekannt. Er ist seit 1945 vermisst. Möglicherweise hat Petzold beim SS-Panzergrenadier-Regiment 1 gekämpft und ist am 21. April 1945 in St. Pölten, Niederösterreich, gefallen.